# سرخس آبی مرداب
سرخس آبی مرداب (نام علمی: Blechnum indicum) نام یک گونه از سرده شانه‌سرخس است.